# شعب قودار (السبرة)
شعب قودار محلة تابعة لقرية وادي الصراح، التابعة لعزلة الاخلود بمديرية السبرة إحدى مديريات محافظة إب في الجمهورية اليمنية.، بلغ تعداد سكانها 67 حسب تعداد اليمن لعام 2004.